# 하인리히 뵐
하인리히 뵐(Heinrich Böll 듣기 (도움말·정보), 1917년 12월 21일 ~ 1985년 7월 16일)은 독일의 소설가다.

## 생애
1917년 쾰른에서 목공예 가문의 여섯 번째 아들로 태어났다. 전후 가장 먼저 두각을 나타낸 독일작가들 중 하나. 청소년기 나치 하에서 히틀러 유겐트의 유혹을 뿌리치고, 참여하지 않는다. 서점의 견습공으로 있다가, 카이저 빌헬름 김나지움을 졸업하고 1939년 쾰른대학교 독문학과에 입학하나 곧 제2차 세계대전에 징집되었다. 프랑스, 루마니아, 헝가리, 러시아 등지에서 복무한다. 4차례 부상당한 후 1945년 4월 미군에게 포로로 잡혀 2년이 지나 그의 나이 30에 전업작가가 된다. 전후 귀향하여 ‘전쟁에서 본 것’과 전후의 ‘폐허’에 대해서 쓰기 시작했다.
1949년 병사들의 절망적인 삶을 묘사한 『열차는 정확했다』를 시작으로, 참혹한 참전 경험과 전후 독일의 참상을 그린 작품들을 주로 발표했다. 1951년 '47그룹 문학상'을 받으면서 문인으로서의 위치를 다졌고, 1953년에 출간한 『그리고 아무 말도 하지 않았다』로 비평가와 독자들 모두로부터 찬사를 받으며 작가로서의 대성공을 거두었다. 이외에도 사회적으로 엄청난 반향을 일으킨 문제작 『카타리나 블룸의 잃어버린 명예』를 비롯해 『9시 반의 당구』, 『어느 광대의 견해』, 『신변 보호』 등의 작품을 집필했다. 1967년에는 독일 최고 권위의 문학상인 '게오르크 뷔흐너 상'을 수상했다.
1970년대에는 사회 참여가 더욱 적극적이 되었고 이에 따라 독일 사회와의 갈등도 심화되었다. 특히 1969년과 1972년 뵐은 귄터 그라스와 함께 사회민주당으로의 정권교체를 위해 선거 유세에 직접 참여하며 빌리 브란트를 적극 지지했다. 또한 1971년 독일인으로서는 최초로 국제 펜클럽 회장으로 선출되어 세계 곳곳에서 탄압받고 있는 작가와 지식인들의 석방을 위해 노력했다. 1971년에는 성취 지향 사회에 대한 저항을 담은 ≪여인과 군상≫을 발표하고 이듬해 노벨문학상을 수상했다. 1929년의 토마스 만 이후 독일이 이 상을 받은 것은 43년 만이었다. 그의 작품은 30개 이상의 언어로 번역되었고, 그는 아직까지 독일에서 가장 많이 읽히는 작가로 알려져 있다. 문학 작품뿐만 아니라 행동으로도 보다 나은 사회를 위한 활동에 진력했던 뵐은 1985년 동맥경화로 세상을 떠났다.
그의 죽음 이후 독일 녹색당은 그의 저항적 삶을 기리기 위하여 당의 정책 연구소 이름을 '하인리히 뵐 연구소'라고 짓기로 결정하였다.

## 주요 작품
- 열차는 정확했다 (Der Zug war pünktlich) (1947)
- 유언(Das Vermächtnis) (1948)
- 방랑자여, 그대 스파르타로 가거든…… (Wanderer, kommst du nach Spa…) (1950)
- 검은 양들 (Die schwarzen Schafe) (1951)
- 아담, 너는 어디 있었는가? (Wo warst du, Adam?) (1951)
- 천사는 말이 없었다 (Der Engel schwieg) (1952)
- 성탄절 시기에는 안 된다 (Nicht zur Weihnachtszeit) (1952)
- 그리고 아무 말도 하지 않았다 (Und sagte kein einziges Wort) (1953)
- 문지기 없는 건물 (Haus ohne Hüter) (1954)
- 어린시절의 빵 (Das Brot der frühen Jahre) (1955)
- 아일랜드의 일기 (Irisches Tagebuch) (1957)
- 흔적 없이 사라진 사람들 (Die Spurlosen) (1957)
- 무르케 박사의 누적된 침묵과 기타 풍자적 이야기들 (Dr. Murke's gesammeltes Schweigen und andere Satire) (1958)
- 9시 반의 당구 (Billard um halb zehn) (1959)
- 한 움큼의 흙 (Ein Schluck Erde) (1962)
- 어느 어릿 광대의 견해 (Ansichten eines Clowns) (1963)
- 군대에서부터의 이탈 (Entfernung von der Truppe) (1964)
- 어떤 공무여행의 끝 (Ende einer Dienstfahrt) (1966)
- 여인과 군상 (Gruppenbild mit Dame) (1971)
- 카타리나 블룸의 잃어버린 명예 (Die verlorene Ehre der Katharina Blum) (1974)
- 사려깊은 포위 (Fürsorgliche Belagerung) (1979)
- 그 소년이 어떻게 될 것인가?：책들과 관계 있는 어떤 것 (Was soll aus dem Jungen bloss werden? Oder: Irgendwas mit Büchern) (1981)
- 지뢰밭 (Vermintes Gelände) (1982)
- 치명적 부상 (Die Verwundung) (1983)
- 강 풍경을 마주보고 있는 여인 (Frauen vor Flusslandschaft) 1985 (사후 출간) (1985)

## 같이 보기
- 독일 문학